# Heinrich Graach

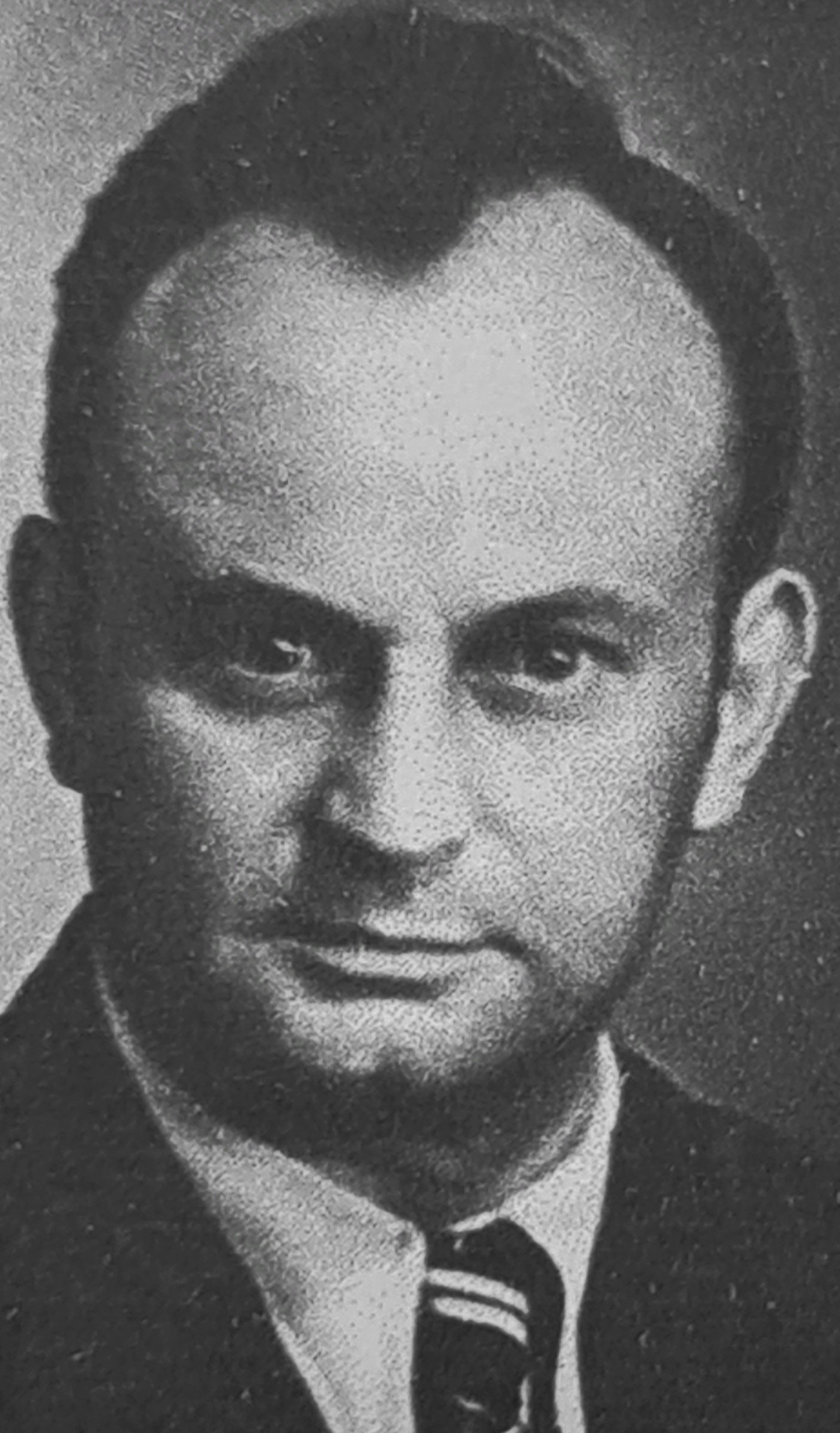
Heinrich Graach, um 1940

Heinrich Graach (* 7. Februar 1900 in Wadern; † 14. Juni 1945 bei Ivanić-Grad) war ein deutscher Lehrer, Zentrums-Politiker und Widerstandskämpfer in der Zeit des Nationalsozialismus.

## Leben
Jakob Richard Heinrich Graach wurde in Wadern (damals im Regierungsbezirk Trier der preußischen Rheinprovinz) als Sohn des Schieferdeckermeisters Heinrich Graach und dessen Frau Elisabeth, geb. Ludwig geboren. Er hatte einen älteren Bruder (gefallen 1918 in der Champagne) und drei jüngere Schwestern.
Nach dem Besuch der Volksschule in Wadern begann Graach 1914 in der Königlichen Präparandenanstalt in Merzig die dreijährige Vorbereitung aufs Lehrerseminar. Einer seiner Klassenkameraden war der aus Saarbrücken stammende Gustav Simon.
1920 schloss Graach seine Lehrerausbildung ab, im Jahr darauf trat er eine Stelle als Lehrer an der Dorfschule in Wedern an. Graach galt als engagierter Pädagoge, der gut erklären konnte und ohne Gewalt unterrichtete. Neben seiner Tätigkeit als Lehrer half er Dorfbewohnern bei der Korrespondenz mit Behörden und war in der Kirchengemeinde aktiv. Außerdem stellte er als Herausgeber mehrere Belletristik-Bände für die Hausen Verlagsgesellschaft Saarlouis zusammen.
Die Erfahrungen des Ersten Weltkriegs und der Niederlage des Deutschen Kaiserreichs machten Heinrich Graach zum überzeugten Anhänger der parlamentarischen Demokratie. Auch die zunehmende wirtschaftliche Not im Restkreis Merzig-Wadern nach der Abtrennung des Saargebiets veranlasste ihn dazu, sich politisch zu engagieren. Anfang der 1920er Jahre trat der Katholik Graach in die Zentrumspartei ein. Innerhalb der Partei gehörte er dem linken, gewerkschaftsnahen Flügel an. Graach war Anhänger der Annäherungspolitik von Gustav Stresemann und Aristide Briand und sah die Zukunft Europas in einer Einigung auf politischer und wirtschaftlicher Ebene. Ziele und Politik der NSDAP lehnte Graach von Beginn an entschieden ab.
1927 wurde Heinrich Graach zum Parteivorsitzenden des Zentrums im Restkreis Merzig-Wadern gewählt. Er setzte sich für die Linderung der wirtschaftlichen Not in der Region ein und zeigte sich dabei auch über Parteigrenzen hinweg gesprächs- und kooperationsbereit. Aufgrund Graachs offenkundigen politischen Talents unternahm sein ehemaliger Mitschüler Gustav Simon mehrere Versuche, ihn für die NSDAP anzuwerben. Graach lehnte jedes Mal ab und bezog auch öffentlich weiterhin Stellung gegen die Nationalsozialisten.
Bei der konstituierenden Sitzung des Kreistags in Wadern am 25. April 1933 wurde Graach von SA-Leuten aus dem Saal geschleppt und verprügelt. Er floh noch am selben Abend zu seinem Schwager ins Saargebiet. Unmittelbar danach wurde Graach aus dem Schuldienst entlassen. Anstellungen als Privatlehrer bei den Barmherzigen Brüdern in Rilchingen-Hanweiler und Freiburg i. Br., die für Graach und seine Familie mit kostspieligen Umzügen verbunden waren, endeten jeweils nach kurzer Zeit mit der Auflösung der Klöster durch die Nationalsozialisten. Das Angebot von Gustav Simon, eine Lehrerinnenbildungsanstalt in Koblenz zu leiten, war für Graach inakzeptabel, da daran die Bedingung des Parteibeitritts geknüpft war.
Nach 1935 faktisch mit Berufsverbot belegt, war Graach auf die Unterstützung von Verwandten und gelegentliche schriftstellerische Arbeiten (unter Pseudonym) angewiesen. Eine kurzzeitige Vertretertätigkeit für den Verlag Herder im Jahr 1938 endete, weil dafür eine Mitgliedschaft in der Reichsschrifttumskammer erforderlich gewesen wäre, die Graach jedoch verweigert wurde.
Im Sommer 1939 erhielt Graach eine Anstellung als Hilfsbuchhalter bei der Landwirtschaftlichen Genossenschaftsbank in Großostheim. 1943 wurde er trotz starker gesundheitlicher Beeinträchtigungen zum Wehrdienst eingezogen und erhielt seine Grundausbildung in Frankfurt-Bonames.
Entgegen seiner Einstufung als “garnisonsverwendungsfähig (Heimat)” wurde Graach im Frühjahr 1944 zur Partisanenbekämpfung nach Jugoslawien kommandiert und dort auf der Schreibstube sowie für gelegentliche Wachdienste eingesetzt. Bei einem Heimaturlaub zum Jahreswechsel 1944/45 rieten Freunde dem gesundheitlich stark angeschlagenen Graach dazu, sich für die bis zum bereits absehbaren Kriegsende verbleibende Zeit krankzumelden. Mit der Begründung, seine Kameraden nicht im Stich lassen zu können, kehrte er jedoch zu seiner Einheit zurück.
Heinrich Graach starb am 14. Juni 1945 in einem Kriegsgefangenenlager im Srez Čazma bei Ivanić-Grad nach einem Todesmarsch. Sein Grab ist unbekannt.
Heinrich Graach war seit 1927 verheiratet mit Karola Bröckerhoff (geb. 1900) und hatte mit ihr den Sohn Karl (1930–2006).

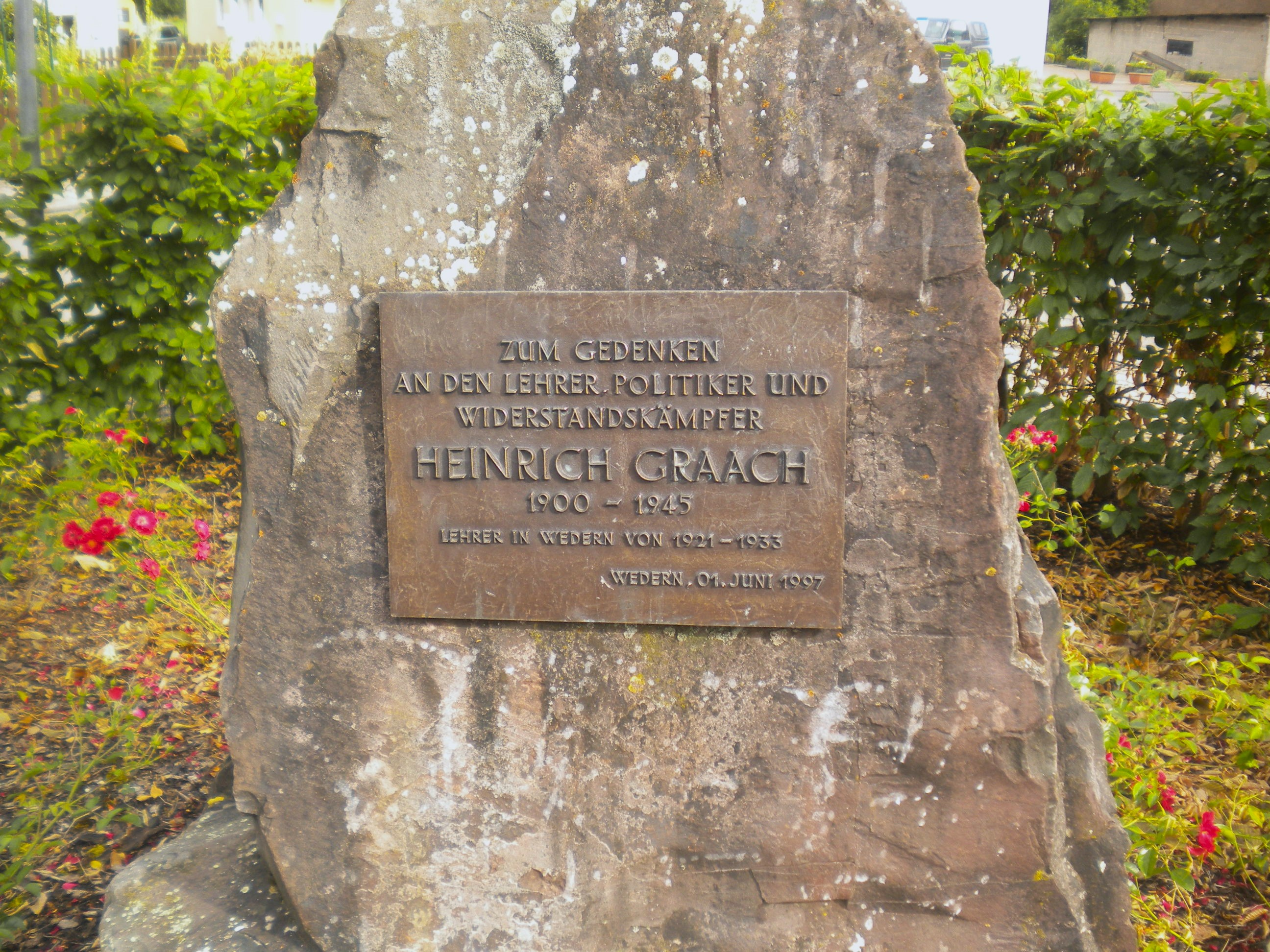
Gedenkstein für Heinrich Graach in Wedern

## Gedenken
Am 1. Juni 1997 wurde in Wedern ein Gedenkstein für Heinrich Graach aufgestellt. Gleichzeitig wurde die Hütte des Heimat- und Kulturvereins Wedern e.V. in „Heinrich-Graach-Hütte“ umbenannt.